# 文传源
文传源（1918年6月22日—2019年10月1日），别名李雄，男，湖南衡山人，中国飞行器控制、制导与仿真学家，中国首架无人机“北京五号”设计制造者。曾任中国系统仿真学会理事长、荣誉理事长。

## 生平
出生于湖南省衡山县新桥乡贯底。1943年毕业于国立西北工学院航空工程系。1949年2月加入中国共产党。1952年调入北京航空学院（现北京航空航天大学）任职。

## 荣誉
2018年，荣获北京航空航天大学立德树人成就奖。